# Eisbrecher
Eisbrecher är ett tyskt Neue Deutsche Härte-band. Det startades av  Alexander Wesselsky och Noel Pix 2003. Innan Wesselsky startade Eisbrecher 2003 var han medlem och grundare av bandet Megaherz inom samma musikgenre. Men han slutade där på grund av konstnärliga motstridigheter. Även Noel Pix kommer från Megaherz.

## Medlemmar

### Nuvarande medlemmar
- Alexx Wesselsky – sång (2003–)
- Noel Pix – sologitarr, programmering, production (2003–)
- Jürgen Plangger – rytmgitarr (2007–)
- Rupert Keplinger – basgitarr (2013–)
- Max "Maximator" Schauer – keyboard, programmering (live och studio: 2003–2007, endast studio: 2008–)
- Achim Färber – trummor, percussion (2011–)

### Tidigare medlemmar (live)
- Feelix Primc – rytmgitarr (2003–2007)
- Micheal Behnke – basgitarr (2003–2007)
- Martin Motnik – basgitarr (2007–2008)
- Olli Pohl – basgitarr (2008–2010, 2015)
- Dominik Palmer – basgitarr (2010–2013)
- Rene Greil – trummor (2003–2011)
- Sebastien Angrand – trummor, percussion (2010)

## Diskografi
Studioalbum
- Eisbrecher (2004)
- Antikörper (2006)
- Sünde (2008)
- Eiszeit (2010)
- Die Hölle Muß warten (2012)
- Schock (2015)
- Sturmfahrt (2017)
- Liebe Macht Monster (2021)
- Kaltfront°! (2025)

Andra album
- Eiskalt (samlingsalbum) (2011)
- 10 Jahre Kalt (USA-utgåva) (2014)
- Schock Live (livealbum) (2015)
- Volle Kraft Voraus (EP) (2016)

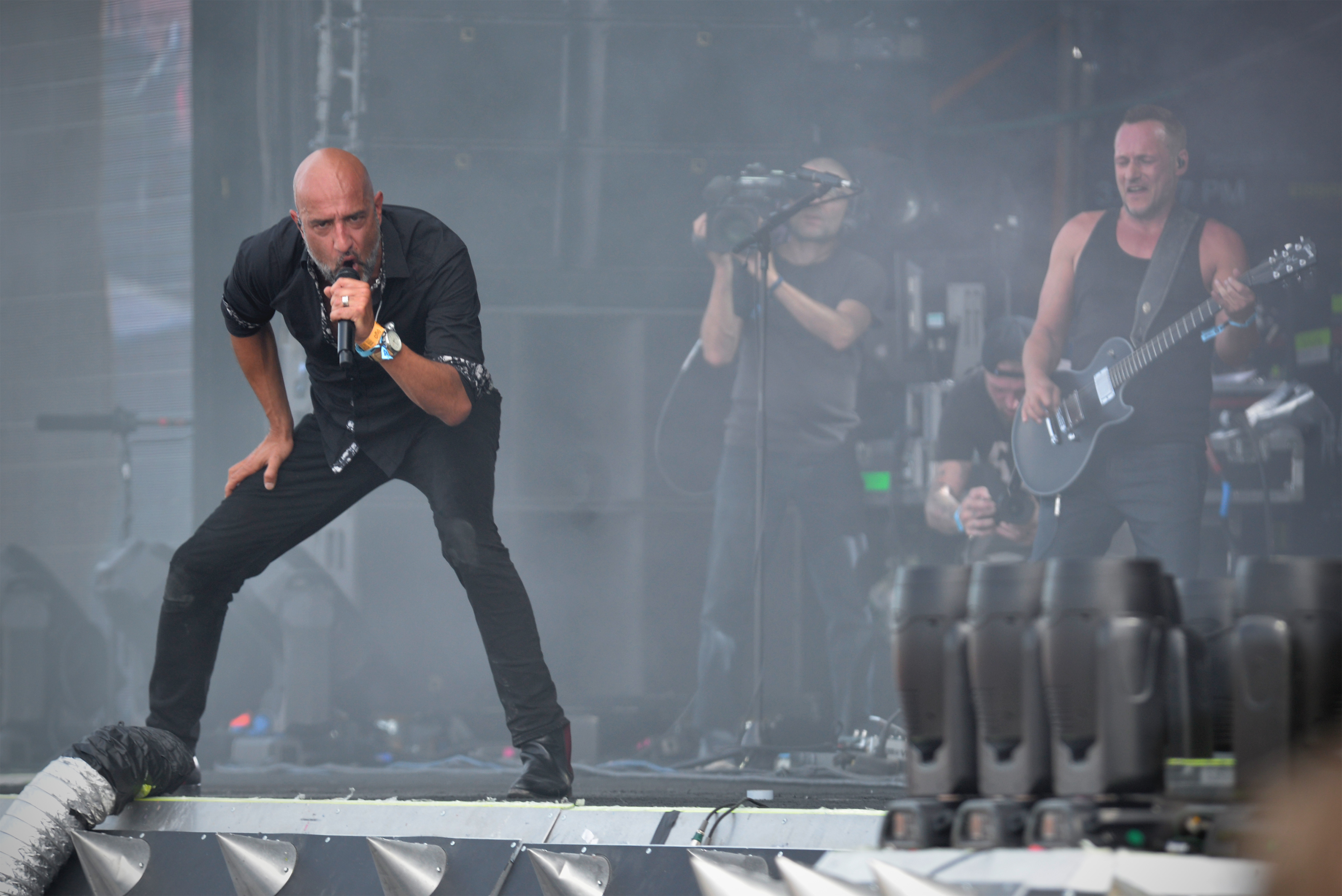
Eisbrecher uppträder på Hellfest 2019.

- Ewiges Eis – 15 Jahre Eisbrecher (samlingsalbum) (2018)
- Schicksalsmelodien (coveralbum) (2020)